# Burlesque
För showstilen, se Burlesk.
Burlesque är en amerikansk musikalfilm från 2010 i regi av Steve Antin, med Cher och Christina Aguilera i huvudrollen.

## Handling
Ali Rose (Christina Aguilera) jobbar som servitris på en bar i Iowa, USA. När hennes chef vägrar betala henne så bestämmer hon sig för att flytta till Los Angeles och satsa på en sångkarriär istället. I Los Angeles söker hon ett flertal jobb, men inget passar henne. En kväll hör hon musik från ett litet ställe och dras till den lilla klubben Burlesque. Där inne förbluffas hon av dansarna och frågar bartendern Jack (Cam Gigandet) hur hon ska få jobb på scenen. Jack berättar att det är klubbägaren Tess (Cher) hon ska leta efter, så Ali går backstage för att prata med henne. Ali blir snabbt bortschasad av Sean (Stanley Tucci) då alla är stressade och mitt i en show, där klädbyten och smink prioriteras före hennes jobbansökan. Ali går tillbaka till baren, och på vägen dit noterar hon att det är mycket folk och lite personal. Detta resulterar i att hon tar en bricka och börjar jobba, utan någons tillstånd. Hon ber att de ska ge henne en chans, och får anställning som servitris då hon verkligen behöver jobbet. Under sitt jobb som servitris så studerar hon alla dansnummer och vill inget hellre än att vara där uppe på scenen.
En kväll när Ali kommer hem från jobbet upptäcker hon att hennes hotellrum blivit vandaliserat, och att hennes pengar är stulna. Förkrossad tar hon sig hem till Jack, som låter henne sova där. Morgonen efter får Ali reda på att Jack är förlovad och känner sig olustig som har trängt sig på. Jack insisterar på att hon ska stanna några dagar, då hon inte har någon annanstans att ta vägen, och hans flickvän jobbar 500 mil bort. 
När Georgia, en av dansarna, blir gravid så sätts en audition in för att hitta en ersättare. Ali kommer dit, och insisterar på att få dansa. Tess låter sig övertygas av hennes tjat när hon är klar, och anställer henne. Trots att allt verkar gå bra för klubben, så har Tess och hennes före detta man Vince, som är delägare i klubben, pengaproblem. Vince insisterar på att de ska sälja klubben till Marcus (Eric Dane) som är en framgångsrik affärsman. Tess vägrar, och struntar naivt i räkningarna och skulderna.
Nikki (Kristen Bell), en dansare som från första början varit negativt inställd mot Ali, är onykter en kväll när hon ska ut på scenen. Tess låter Ali ta hennes plats, och detta gör Nikki vansinnig. För att sabotera för Ali så drar Nikki ut en sladd under hennes nummer, och ljudet slutar fungera. Det är då Ali ser sin chans, och börjar sjunga låten acapella. Snart hänger bandet på, och hela numret blir en succé. Tess förstår nu att hon underskattat Ali, och bestämmer sig för att planera en helt ny show baserad på henne, där hon ska sjunga live. Succén gör att Tess vågar hoppas på en vändning för klubbens ekonomi.

## Skådespelare i urval
| Cher               | – Tess         |
| Christina Aguilera | – Ali          |
| Eric Dane          | – Marcus       |
| Cam Gigandet       | – Jack         |
| Julianne Hough     | – Georgia      |
| Alan Cumming       | – Alexis       |
| Peter Gallagher    | – Vince        |
| Kristen Bell       | – Nikki        |
| Stanley Tucci      | – Sean         |
| Dianna Agron       | – Natalie      |
| Glynn Turman       | – Harold Saint |
| David Walton       | – Mark the DJ  |
| Terrence Jenkins   | – Dave         |
| Chelsea Traille    | – Coco         |
| Tanee McCall-Short | – Scarlett     |